# Перистощетинник

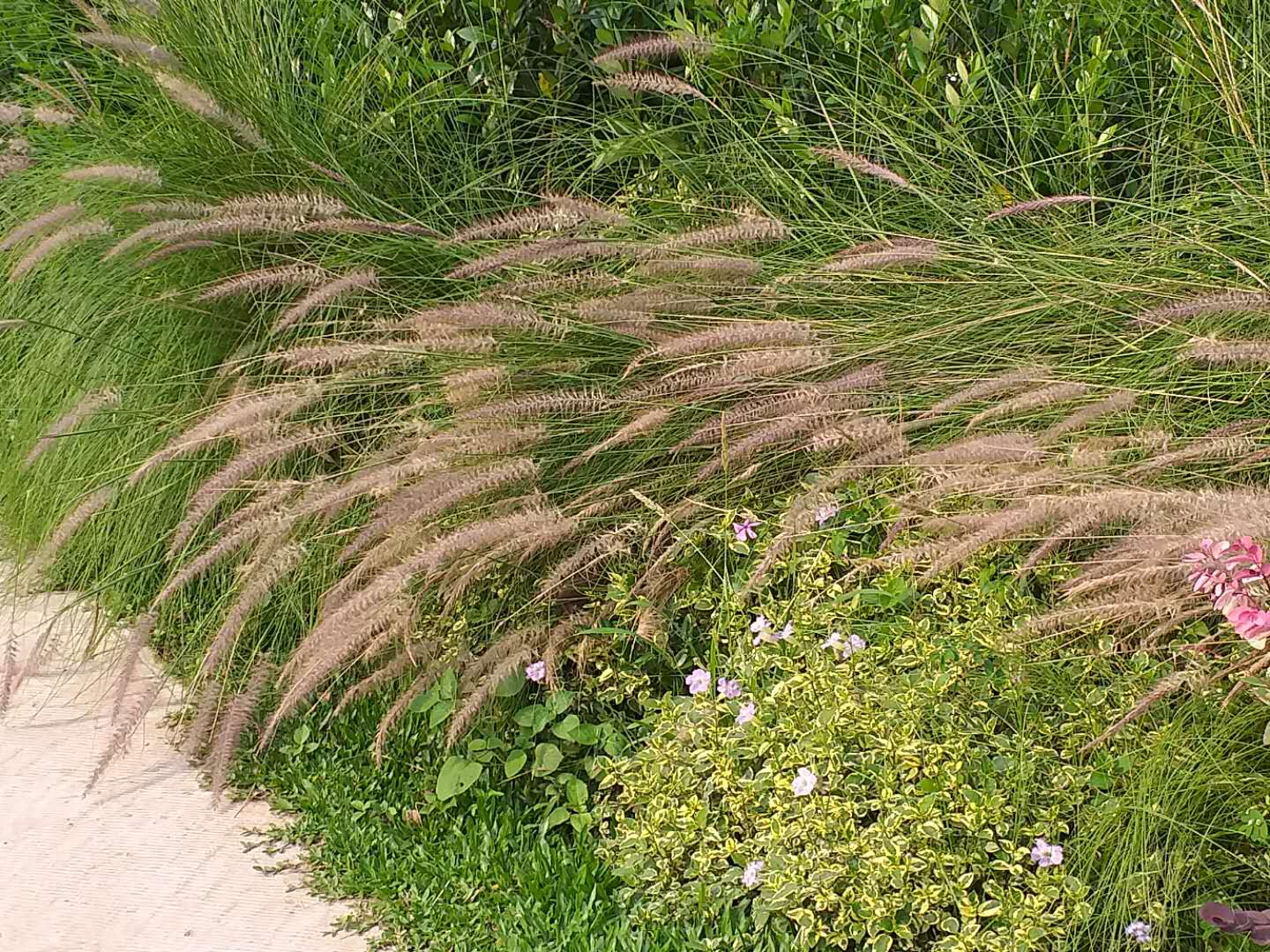
Cenchrus alopecuroides (ранее Pennisetum alopecuroides)

Перистощетинник, или Пеннисетум (лат. Pennisetum) — устаревшее название широко распространённых травянистых злаков (Poaceae), произрастающих в тропических и тёплых умеренных регионах мира. С 2010 года род Перистощетинник включается в состав рода Колючещетинник (Cenchrus).

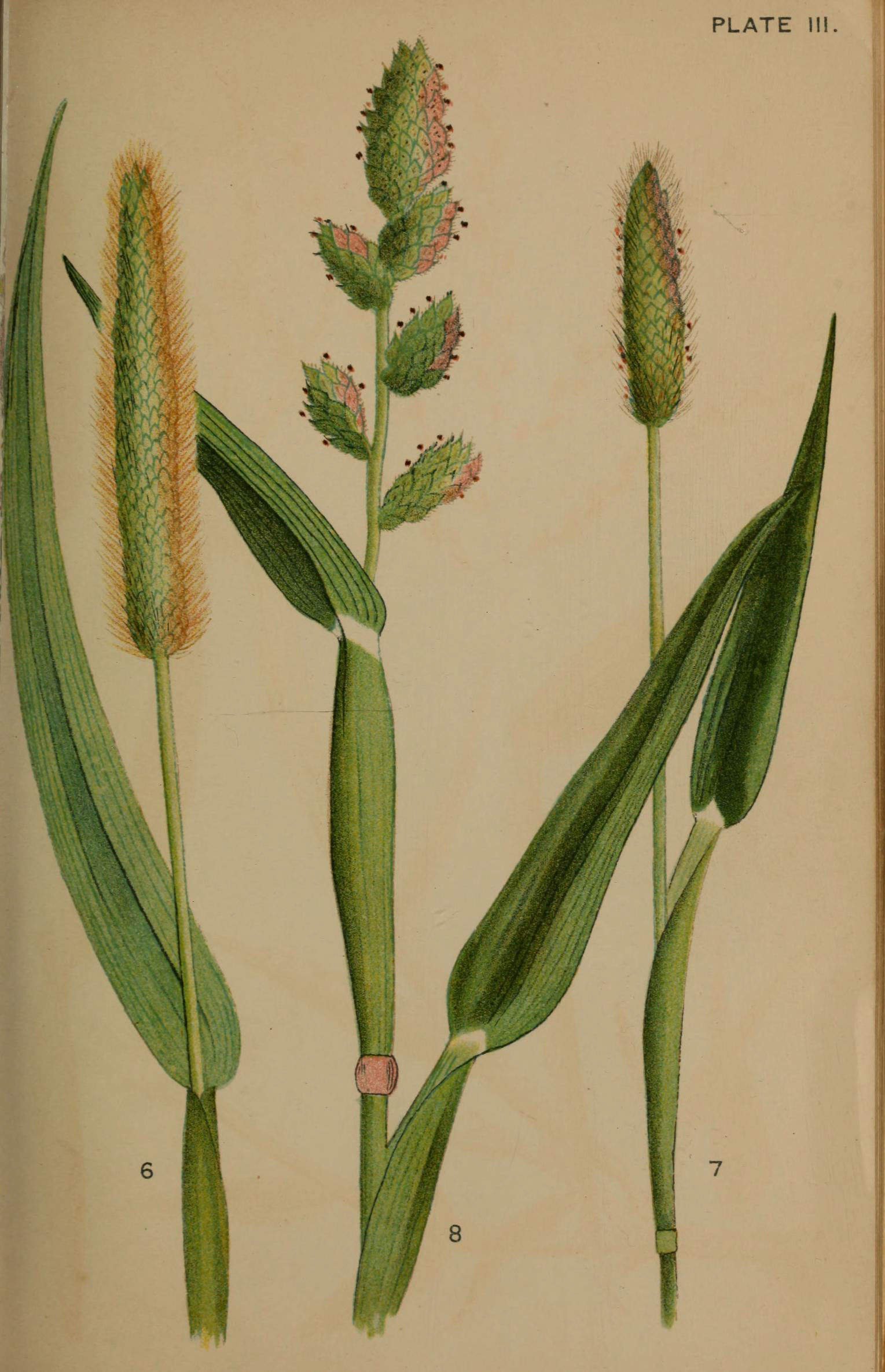
Ботаническая иллюстрация из книги Manual of British grasses (1907)
6. Pennisetum glaucum;
7. Panicum viride;
8. Panicum crus-galli

## Систематика
Род Pennisetum тесно связан с родом Колючещетинник (Cenchrus), однако граница между двумя этими родами остается неясной. Cenchrus был выделен из Pennisetum, и оба сгруппированы в монофилетической кладе. Некоторые виды, относимые в настоящее время к роду Pennisetum ранее считались видами Cenchrus, а некоторые были перенесены обратно. Основным морфологическим признаком, используемым для их дифференциации, является степень слияния щетинок в соцветии, но этот признак не достаточно надёжен. Недавно было высказано предложение перенести Pennisetum в Cenchrus вместе с родственным родом Odontelytrum.
Большой и изменчивый род, но колосовидное соцветие со щетинками легко узнаваемо. Другим родом с похожим щетинистым соцветием является Setaria, но щетинки имеют отличия при созревании.

## Распространение
Представители рода происходят из Африки, Азии, Австралии и Латинской Америки, некоторые виды натурализовались на обширных пространствах в Европе и Северной Америке.
Около 80 видов встречаются повсюду в тропических районах планеты, 11 видов — в Китае, четыре из которых эндемики Китая, а четыре заселены.
В Европе встречается 3 вида, в Африке — 47, в умеренных районах Азии — 23, а в тропической части 18, в Австралазии — 12, на островах Тихого океана — 10, в Северной Америке — 12, в Южной — 27, из Антарктиды известен 1 вид.

## Ботаническое описание
Это однолетние или многолетние травы. Некоторые из них миниатюрные, в то время как другие могут давать стебли высотой до 8 метров. Могут образовывать густые дерновины. Стебли большей частью прямостоячие. Листья линейные, обычно 1,5—6 мм шириной, изредка ширина достигает 8—30 мм, как у Pennisetum glaucum.
Соцветие может быть сформировано односторонними или цилиндрическими, иногда эллипсоидными колосовидными метёлками от 3 до 25 см длиной с шероховатой или волосистой остью. Веточки метёлки первого порядка крайне короткие, длиной от 0,5 до 6 мм, несут на верхушке от 1 до 4 колосков, окруженных обёрткой из многочисленных перистых или шероховатых щетинок, являющихся видоизменёнными веточками второго порядка и опадающих вместе с колосками. Ножки колосков 0,2—2 мм длиной, без сочленений. Колоски от 3,5 дот 7 мм длиной, порой недоразвитые, нормально развитые с верхним плодоносным обоеполым цветком и нижним стерильным или тычинковым цветком, с вполне развитой нижней, а обычно и верхней цветковой чешуйкой.
Соцветия образуют очень плотные, узкие метелки, содержащие пучки колосков перемежающиеся со щетиной. Морфологически отличают три типа щетинок, у некоторых видов имеются все три типа щетинок, а у других только один или два. Иногда щетинки покрыты волосками, порой длинными и эффектными, похожими на перья, от чего образовано латинское название рода — лат. penna («перо») и seta («щетина»).
Зёрна 2—3,5 мм длиной, широко-эллипсоидные или обратно-яйцевидные и сильно выпуклые, на верхушке с носиком — остатком сросшихся «столбиков»; рубчик широкоовальный; зародыш размером от ½ до ¾ длины зерна.

## Таксономия
Pennisetum Rich. ex Pers., Synopsis Plantarum 1: 72. 1805.

### Синонимы
- Amphochaeta Andersson
- Beckeropsis Fig. & De Not.
- Catatherophora Steud.
- Eriochaeta Fig. & De Not.
- Gymnotrix P. Beauv.
- Lloydia Delile
- Loydia Delile, orth. var.
- Macrochaeta Steud.
- Penicillaria Willd.
- Pentastachya Steud., nom. inval.
- Sericura Hassk.

### Виды
В настоящее время предполагается, что род содержит от 80 до 140 видов.

## Экология
Многие виды трав из рода Pennisetum являются сорняками, в том числе Pennisetum clandestinum и Pennisetum villosum.
Трава и семена многих видов являются пищей для ряда животных, для птиц Lonchura castaneothorax, гусениц бабочки Melanitis phedima, личинок мух рода Delia.
Представители рода поражаются патогенным грибком Cochliobolus sativus.

## Значение и применение
К данному роду принадлежит часто культивируемое в тропической Африке африканское просо, зерно которого используют в пищу в виде крупы, или для муку, является важной пищевой культурой, известной с глубокой древности.
Служит ценным кормовым растением, особенно для домашней птицы, интродуцирован во многих странах мира, например, в Индии и США. Зерно также идёт на выработку крахмала, спирта и напитка похожего на пиво .
Многие виды считаются источником качественного корма животных, например, большое кормовое значение имеет трава Pennisetum purpureum, достигающий 3—5 м в высоту, в связи с чем называемый «слоновой травой», служит кормом при выпасе скота в Африке.
Индийский вид Pennisetum hohenackeri даёт грубое волокно, используемое для выработки верёвок.
В качестве декоративного растения используется африканские виды Pennisetum setaceum и Pennisetum villosum, несущие перисто-волосистые щетинки.